# Lobophyllia hemprichii
Lobophyllia hemprichii là một loài san hô trong họ Mussidae. Loài này được Ehrenberg mô tả khoa học năm 1834.
Loài san hô này được tìm thấy ở Ấn Độ Dương-Thái Bình Dương.
Lobophyllia hemprichii là một loài san hô sống tập đoàn và có thể tạo thành những ụ hình bán cầu hoặc dẹt có đường kính lên đến 5 m. Một số các tập đoàn liền kề, đôi khi màu sắc khác nhau, có thể phát triển với nhau để tạo thành một phức hợp các tập đoàn. Các corralites (ly xương) có thể phaceloid (có dạng hình ống và phát triển từ một chân đế) hoặc flabello-meandroid (sắp xếp trong các thung lũng với các thung lũng lân cận từng có một sườn núi, với những thung lũng chia đột xuất)

## Hình ảnh

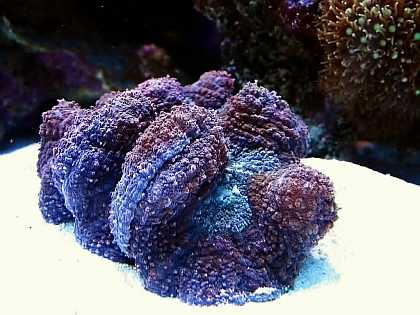
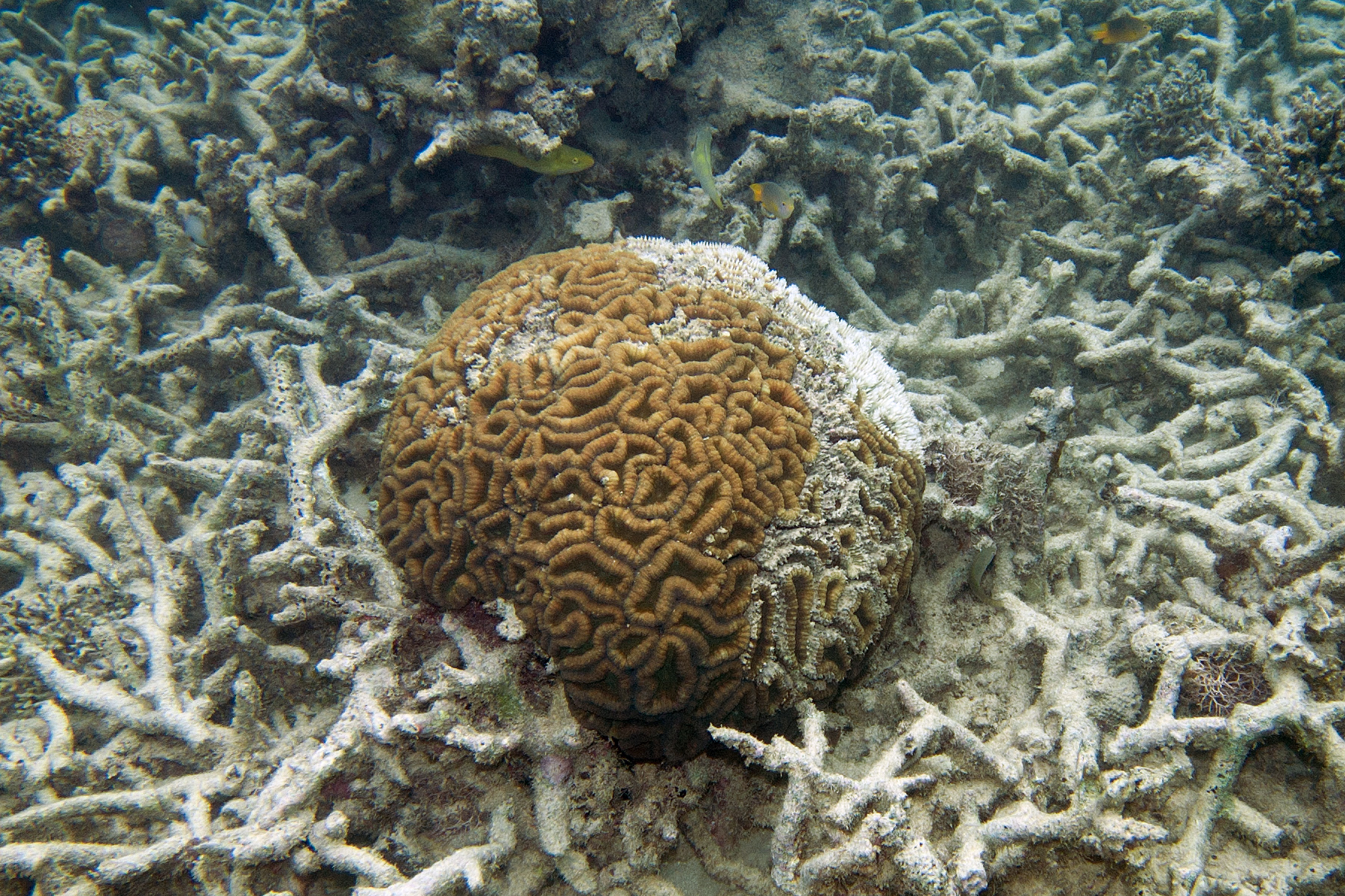